# Agnese Maffeis
Agnese Teresina Maffeis (* 9. März 1965 in Bergamo) ist eine ehemalige italienische Leichtathletin, die im Kugelstoßen und im Diskuswurf vier Goldmedaillen und zwei Silbermedaillen bei Mittelmeerspielen gewann.

## Sportliche Karriere
Die 1,87 Meter gro0e Agnese Maffeis trat 1991 und 1992 für Ina Primavera Torino an und war dann bis 2001 bei Snam Gas Metano. Im Diskuswurf war sie italienische Meisterin in den Jahren 1989 bis 1993, 1995 bis 1998 und 2000 bis 2004. 1994 und 1999 siegte Mara Rosolen. Im Kugelstoßen gewann Maffeis die Titel von 1989 bis 1993 und von 1996 bis 1999. In der Halle siegte sie von 1986 bis 1994 im Kugelstoßen. Ihre Bestleistung mit dem Diskus warf sie mit 63,66 Meter am 12. Juni 1996 in Mailand. Im Kugelstoßen erreichte sie am 9. Juni 1998 in Mailand 17,76 Meter.
Agnese Maffeis heiratete den Leichtathleten Alessandro Andrei.

### Die Jahre bis zur ersten Olympiateilnahme 1992
1987 bei den Mittelmeerspielen in Latakia siegte Maffeis mit 15,90 Meter im Kugelstoßen und hatte dabei sieben Zentimeter Vorsprung vor der Französin Simone Créantor. 1989 bei den Halleneuropameisterschaften in Den Haag belegte Maffeis mit 17,32 Meter den sechsten Platz. Zwei Wochen später bei den Hallenweltmeisterschaften in Budapest bedeuteten 16,95 Meter den zwölften Platz.
1990 bei den Halleneuropameisterschaften in Glasgow erreichte Maffeis mit 16,79 Meter den achten Rang. Im Sommer bei den Europameisterschaften in Split fand zunächst das Kugelstoßen statt. Da nur 13 Athletinnen am Start waren, gab es keine Qualifikation. Im Finale lagen auf den ersten acht Plätzen sechs Deutsche aus Ost und West sowie zwei Stoßerinnen aus der Sowjetunion. Maffeis wurde mit 16,58 Meter Zehnte. Im Diskuswurf kamen drei Athletinnen aus der Sowjetunion und fünf Deutsche auf die ersten acht Plätze. Fast vier Meter hinter der Achtplatzierten belegte Maffeis mit 58,36 Meter den neunten Platz.
1991 bei den Mittelmeerspielen in Athen gewann Maffeis im Diskuswurf mit 59,46 Meter und über drei Metern Vorsprung vor der Französin Isabelle Devaluez. Im Kugelstoßen siegte die Spanierin Margarita Ramos mit 25 Zentimetern Vorsprung vor Maffeis, die 17,46 Meter stieß. Mara Rosolen erkämpfte Bronze für Italien. Bei den Weltmeisterschaften 1991 in Tokio schied Maffeis im Kugelstoßen mit 16,99 Meter als 18. der Qualifikation aus. Im Diskuswurf waren 56,36 Meter der 19. Platz in der Qualifikation.
1992 bei den Halleneuropameisterschaften in Genua wurde Maffeis mit 16,76 Meter Neunte. Bei den Olympischen Spielen 1992 in Barcelona trat Maffeis nur im Diskuswurf an. Nach 60,88 Meter in der Qualifikation belegte sie im Vorkampf den zehnten Platz mit 61,22 Meter.

### Die Jahre ab 1993
1993 war die französische Region Languedoc-Roussillon Austragungsort der Mittelmeerspiele 1993, die Leichtathletik fand in Narbonne statt. Maffeis siegte mit 17,04 Meter im Kugelstoßen und hatte 16 Zentimeter Vorsprung vor der zweitplatzierten Slowenin Nataša Erjavec. Im Diskuswurf gewann Maffeis mit 57,16 Meter und einem Meter Vorsprung vor der Griechin Ekaterini Vongoli. Bei den Weltmeisterschaften in Stuttgart kam Maffeis im Kugelstoßen auf 16,61 Meter und war damit 21. der Qualifikation. Im Diskuswurf waren 57,06 Meter die 23. Qualifikationsweite.
1994 trat Maffeis nur bei den Halleneuropameisterschaften in Paris-Bercy an. Mit 16,38 Meter wurde sie Zehnte. Ende des Jahres wurde sie das erste Mal Mutter. 1996 bei den Olympischen Spielen in Atlanta reichten 56,54 Meter im Diskuswurf nur zum 32. Platz in der Qualifikation.
1997 bei den Mittelmeerspielen in Bari belegte Maffeis mit 17,01 Meter den sechsten Platz im Kugelstoßen und mit 60,60 Meter den vierten Platz im Diskuswurf. Bei den Weltmeisterschaften in Athen trat sie nur im Diskuswurf an. Mit 61,40 Meter erreichte Maffeis den achten Platz.
1998 bei den Halleneuropameisterschaften in Valencia erkämpfte Maffeis mit 17,09 Meter den elften Platz, einen Rang vor Mara Rosolen. Bei den Europameisterschaften in Budapest schied Maffeis mit 55,ß8 Meter in der Qualifikation aus.
2000 wurde Maffeis zum zweiten Mal Mutter. Im Jahr darauf bei den Mittelmeerspielen 2001 in Tunis gewann sie mit 57,38 Meter und vier Metern Rückstand auf die Griechin Areti Ampatzi noch einmal eine Silbermedaille im Diskuswurf. 2002 bei den Europameisterschaften in München schied Maffeis mit 55,58 Meter als 14. der Qualifikation aus.